# NGC 7309
NGC 7309 је спирална галаксија у сазвежђу Водолија која се налази на NGC листи објеката дубоког неба.
Деклинација објекта је - 10° 21' 22" а ректасцензија 22h 34m 20,6s. Привидна величина (магнитуда) објекта NGC 7309 износи 12,5 а фотографска магнитуда 13,2. NGC 7309 је још познат и под ознакама MCG -2-57-16, IRAS 22317-1036, PGC 69183.